# Zigera eupsema
Zigera eupsema är en fjärilsart som beskrevs av Swinhoe 1902. Zigera eupsema ingår i släktet Zigera och familjen nattflyn. Inga underarter finns listade i Catalogue of Life.